# Makroplata
Macroplata – rodzaj drapieżnego plezjozaura żyjącego we wczesnej jurze (hettang). Gatunkiem typowym jest M. tenuiceps, którego holotypem i jednocześnie jedynym znanym okazem jest prawie kompletny szkielet oznaczony BMNH R5488, odkryty na terenie angielskiego hrabstwa Warwickshire. White (1940) zaliczył do tego rodzaju także gatunek „Plesiosaurus” longirostris, którego skamieniałości odkryto w osadach z toarku w Whitby w hrabstwie Yorkshire. O’Keefe (2001) uznał nawet „P.” longirostris za gatunek typowy rodzaju Macroplata; jednak w późniejszej publikacji autor uznał zaliczenie tego gatunku do rodzaju Macroplata za błędne. Z analiz kladystycznych O’Keefe'a (2001), Smitha i Dyke’a (2008), Ketchum i Bensona (2010), Bensona i współpracowników (2011) oraz Bensona, Evansa i Druckenmillera (2012) wynika, że Macroplata tenuiceps nie był bliżej spokrewniony z „Plesiosaurus” longirostris niż z plezjozaurami zaliczanymi do innych rodzajów; Benson i współpracownicy (2011) przenieśli „Plesiosaurus” longirostris do rodzaju Hauffiosaurus. M. tenuiceps tradycyjnie zaliczany jest do kladu Pliosauroidea; z analiz kladystycznych O’Keefe'a (2001) oraz Smitha i Dyke’a (2008) wynika jego przynależność do rodziny Rhomaleosauridae. Jednak z analizy Ketchum i Bensona (2010) wynika, że M. tenuiceps był bazalnym plezjozaurem nie należącym do kladu Neoplesiosauria (obejmującego Pliosauroidea i Plesiosauroidea); według tej analizy taksonem siostrzanym Macroplata był Archaeonectrus rostratus. Z analizy Bensona i współpracowników (2011) również wynika, że Macroplata i Archaeonectrus były taksonami siostrzanymi; jednak według tej analizy oba te rodzaje były bazalnymi przedstawicielami Pliosauroidea. Z analizy Bensona, Evansa i Druckenmillera (2012) wynika, że Macroplata był bazalnym przedstawicielem Rhomaleosauridae siostrzanym do kladu obejmującego wszystkich pozostałych przedstawicieli rodziny poza rodzajem Stratesaurus; według tej analizy Rhomaleosauridae były bazalnymi plezjozaurami nie należącymi ani do Pliosauroidea ani do Plesiosauroidea.
M. tenuiceps mierzył 4,5 metra długości. W porównaniu do szyj żyjących później przedstawicieli Pliosauroidea, jego szyja była nadal stosunkowo długa (składało się na nią 29 skróconych kręgów). Głowa w porównaniu z kredowymi pliozaurami była względnie niewielka; jego czaszka mierzyła 58 cm (stosunek jej długości do długości szyi wynosił 1:2). Budowa jego zębów wskazuje, że był zwierzęciem rybożernym. Żywił się też zapewne mięczakami, w tym amonitami.